# Banda fraților James
Banda fraților James (în engleză The Long Riders) este un film Western american din 1980 regizat de Walter Hill. A fost produs de James Keach, Stacy Keach și Tim Zinnemann și a inclus o coloană sonoră originală de Ry Cooder. Filmul a fost înscris la Festivalul de Film de la Cannes din 1980.
În 1980, filmul a fost nominalizat la Palme d'Or la Festivalul Internațional de Film de la Cannes.

## Prezentare
În anii care au urmat Războiului Civil, băncile și trenurile din Missouri și Kansas au ajuns ținta răufăcătorilor Jesse James și Cole Younger, împreună cu câțiva dintre frații lor, numiți colectiv Gasca James-Younger. După ce s-a certat în timpul unui jaf de bancă, Ed Miller deschide focul și ucide un angajat, ceea ce duce la un schimb de focuri în care Jesse este rănit. Jesse îl gonește pe Ed din bandă; dar fratele său Clell Miller rămâne.

## Distribuție
În film joacă patru seturi de frați-actori în rolurile unor frați din viața reală.
Frații Keach: 
- James Keach - Jesse James
- Stacy Keach - Frank James

Frații Carradine:
- David Carradine - Cole Younger
- Keith Carradine - Jim Younger
- Robert Carradine - Bob Younger

Frații Quaid: 
- Dennis Quaid - Ed Miller
- Randy Quaid - Clell Miller

Frații Guest:
- Christopher Guest - Charley Ford
- Nicholas Guest - Robert Ford

Alte roluri
- Savannah Smith Boucher - Zee
- James Whitmore Jr. - Mr. Rixley
- Kevin Brophy - John Younger
- Harry Carey Jr. - George Arthur
- Shelby Leverington - Annie Ralston
- Felice Orlandi - Mr. Reddick
- Pamela Reed - Belle Starr
- Lin Shaye - Kate
- James Remar - Sam Starr